# Puschkinskije Gory
Puschkinskije Gory (russisch Пу́шкинские Го́ры) ist eine Siedlung städtischen Typs in der Oblast Pskow in Russland mit 5222 Einwohnern (Stand 14. Oktober 2010).

## Geographie
Der Ort liegt knapp 100 km Luftlinie südsüdöstlich des Oblastverwaltungszentrums Pskow, einige Kilometer vom rechten Ufer der Welikaja entfernt.
Puschkinskije Gory ist Verwaltungszentrum des Rajons Puschkinogorski sowie Sitz der Stadtgemeinde (gorodskoje posselenije) Puschkinogorje, zu der neben der Siedlung 118 Dörfer gehören.

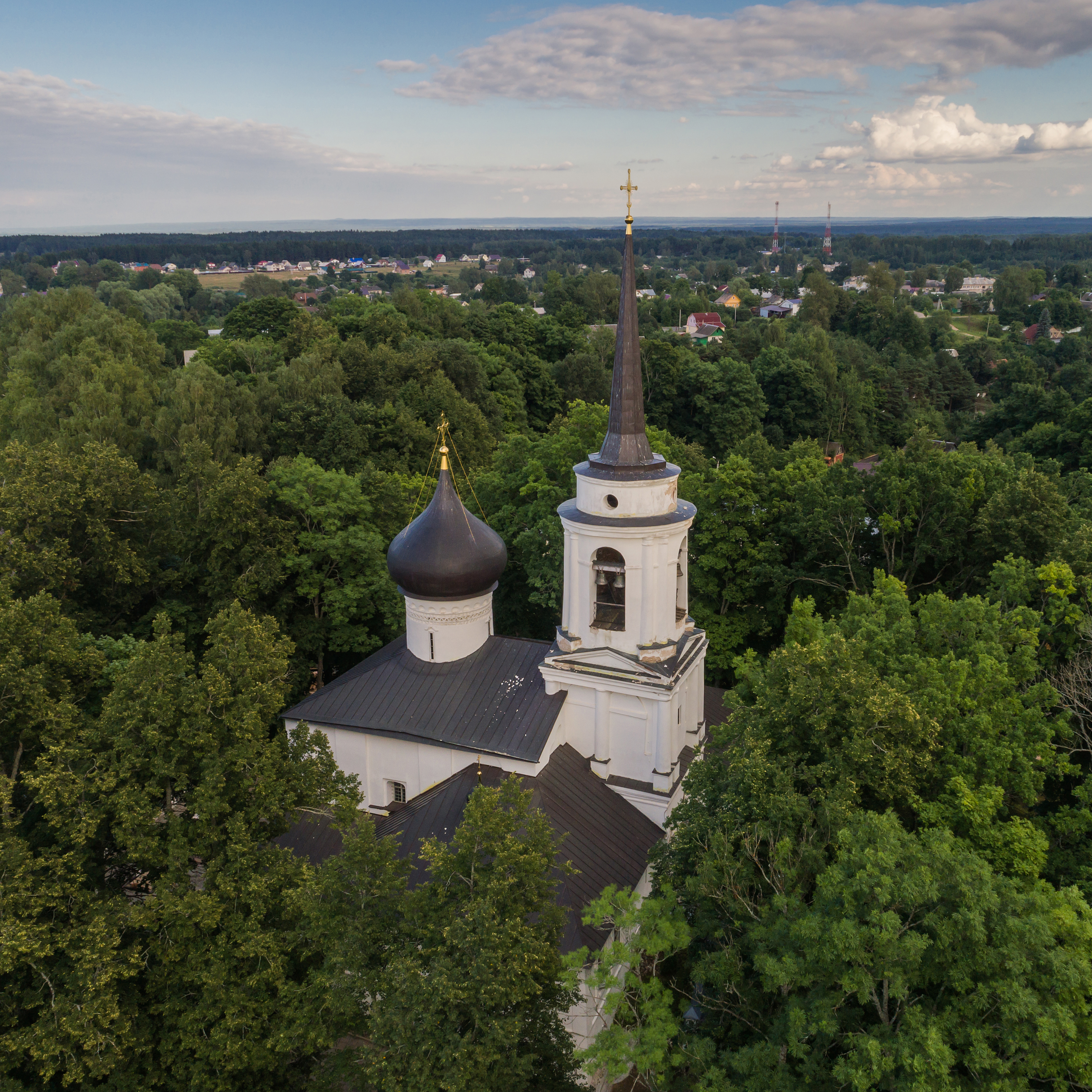
Kirche im Swjatogorski-Kloster
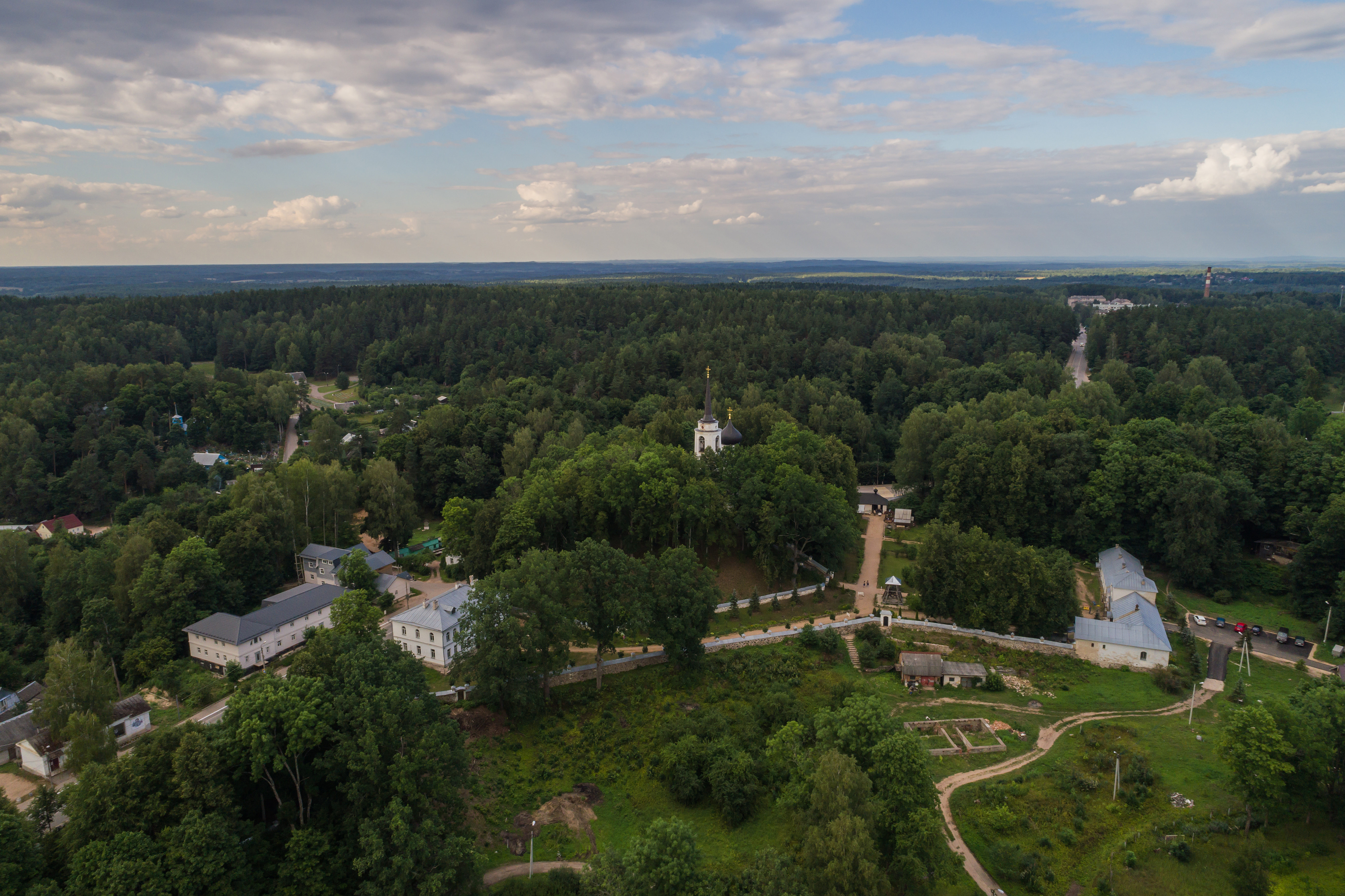
Luftbild Swjatogorski-Kloster
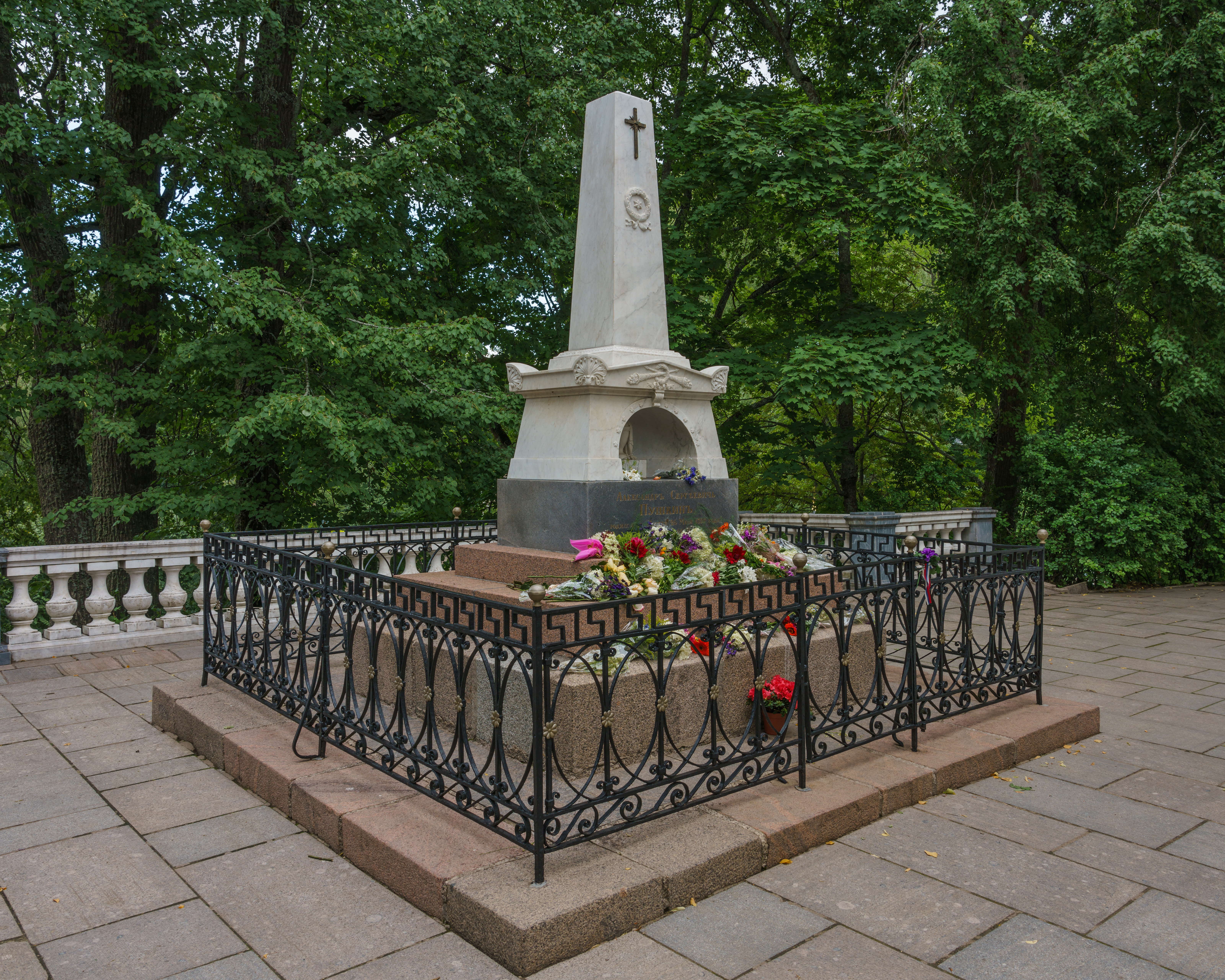
Puschkins Grab
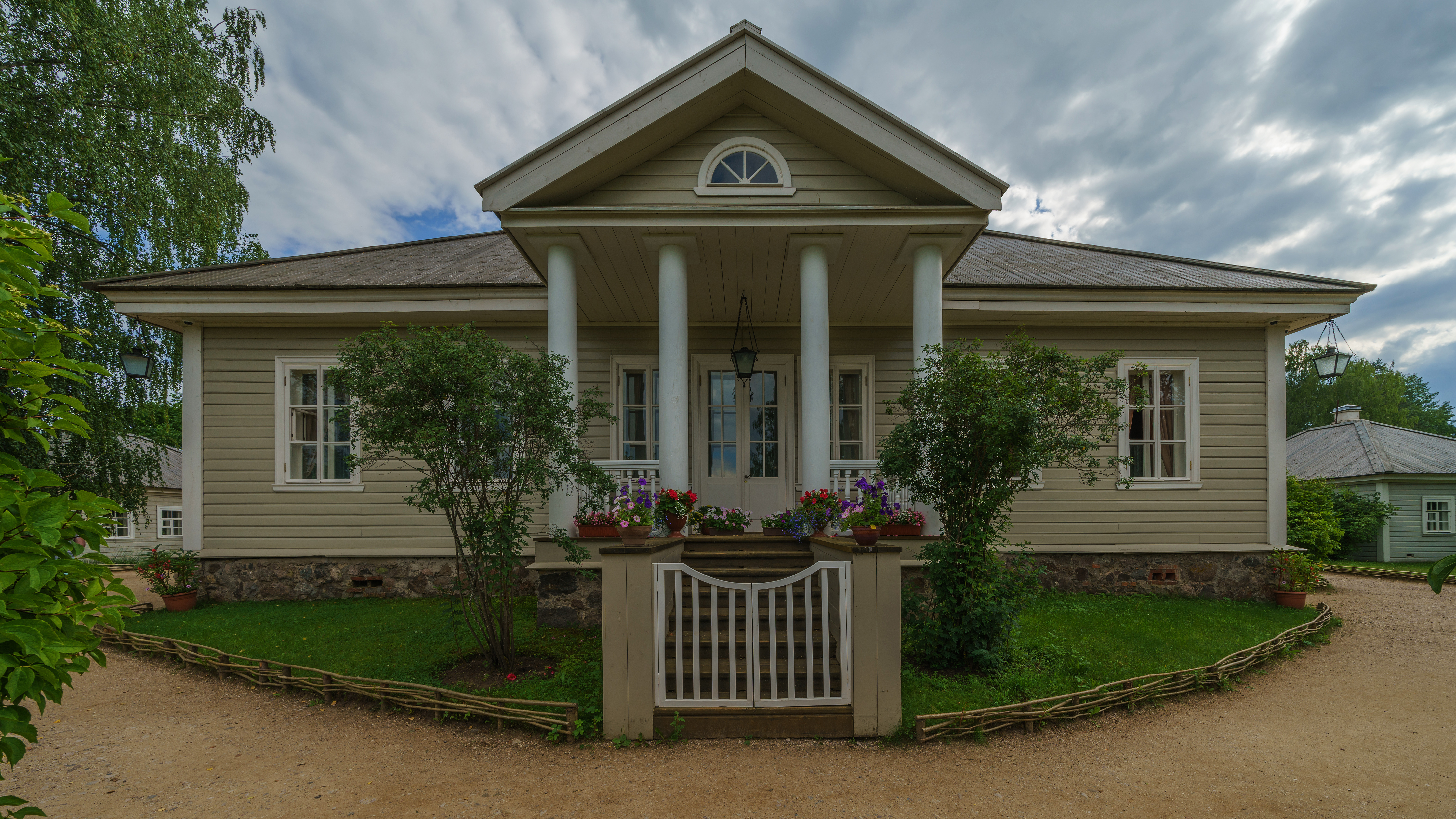
Puschkins Landsitz Michailowskoje

## Geschichte
Der Ort entstand im 16. Jahrhundert als Sloboda Tobolenez beim 1569 auf Anweisung des Zaren Iwan IV. gegründeten Swjatogorski-Mariä-Entschlafens-Klosters. In Anlehnung an den Namen des Klosters wurde auch der Ort inoffiziell als Swjatyje Gory (wörtlich „Heilige Berge“) bezeichnet.
Am 25. Mai 1925 erhielt der Ort seinen heutigen Namen („Puschkin-Berge“) nach dem bedeutendsten russischen Dichter Alexander Puschkin, dessen Familienanwesen Michailowskoje sich wenige Kilometer nördlich des Ortes befindet. Er hielt sich in Michailowskoje häufig auch längere Zeit auf und schrieb dort einige seiner bedeutendsten Werke. Sein Grab befindet sich im Swjatogorski-Kloster. Am 1. August 1927 wurde Puschkinskije Gory Verwaltungssitz eines neu geschaffenen, zunächst als Puschkinski, ab 11. Mai 1937 als Puschkinogorski benannten Rajons.
Im Zweiten Weltkrieg war Puschkinskije Gory vom 10. Juli 1941 bis 12. Juli 1944 von der deutschen Wehrmacht besetzt.
Am 29. Februar 1960 erhielt der Ort den Status einer Siedlung städtischen Typs.

### Bevölkerungsentwicklung
| Jahr | Einwohner |
| ---- | --------- |
| 1939 | 1672      |
| 1959 | 2412      |
| 1970 | 4037      |
| 1979 | 5845      |
| 1989 | 7067      |
| 2002 | 6089      |
| 2010 | 5222      |

Anmerkung: Volkszählungsdaten

## Verkehr
Nach Puschkinskije Gory führt die Regionalstraße 58K-500, die etwa 20 km westlich in Nowgorodka von der föderalen Fernstraße R23 Sankt Petersburg – Pskow – belarussische Grenze (Teil der Europastraße 95) abzweigt. In östlicher Richtung verläuft die Straße als 58K-019 weiter über Noworschew und Beschanizy nach Loknja. Nach Süden führt die 58K-294, die nördlich von Opotschka ebenfalls die R23 erreicht.
Unmittelbar westlich der Siedlung verlief die im Ersten Weltkrieg errichtete Eisenbahnstrecke Pskow – Polazk, die jedoch während des Zweiten Weltkrieges zerstört und nicht wiederhergestellt wurde. Heute befinden sich die nächstgelegenen Bahnhöfe etwa 50 km nordwestlich in Ostrow an der Strecke Sankt Petersburg – Pskow – Daugavpils (Lettland) sowie 60 km östlich in Beschanizy an der Strecke Sankt Petersburg – Nowosokolniki – Wizebsk (Belarus).